# ريتشارد هارت (لاعب الكرلنغ)
ريتشارد هارت (بالإنجليزية: Richard Hart)‏ (و. 1968  م) هو لاعب الكرلنغ كندي، ولد في تورونتو، شارك في الألعاب الأولمبية الشتوية 1998، وكيرلنج في الألعاب الأولمبية الشتوية 1998 ‏.

## روابط خارجية
- ريتشارد هارت على موقع الاتحاد الدولي للكرلنغ (الإنجليزية)
- ريتشارد هارت على موقع اللجنة الأولمبية الدولية (الإنجليزية)
- ريتشارد هارت على موقع أوليمبيديا (الإنجليزية)